# Josef Suk Museum
Het Josef Suk Museum (Tsjechisch: Památník Josefa Suka) is een museum in Křečovice in de regio Bohemen in Tsjechië. Het werd geopend op 29 mei 1935 en is gewijd aan het werk en leven van de componist en violist Josef Suk (1874-1935). Het museum is gevestigd in het huis waar de componist vanaf 1895 woonde.

## Collectie

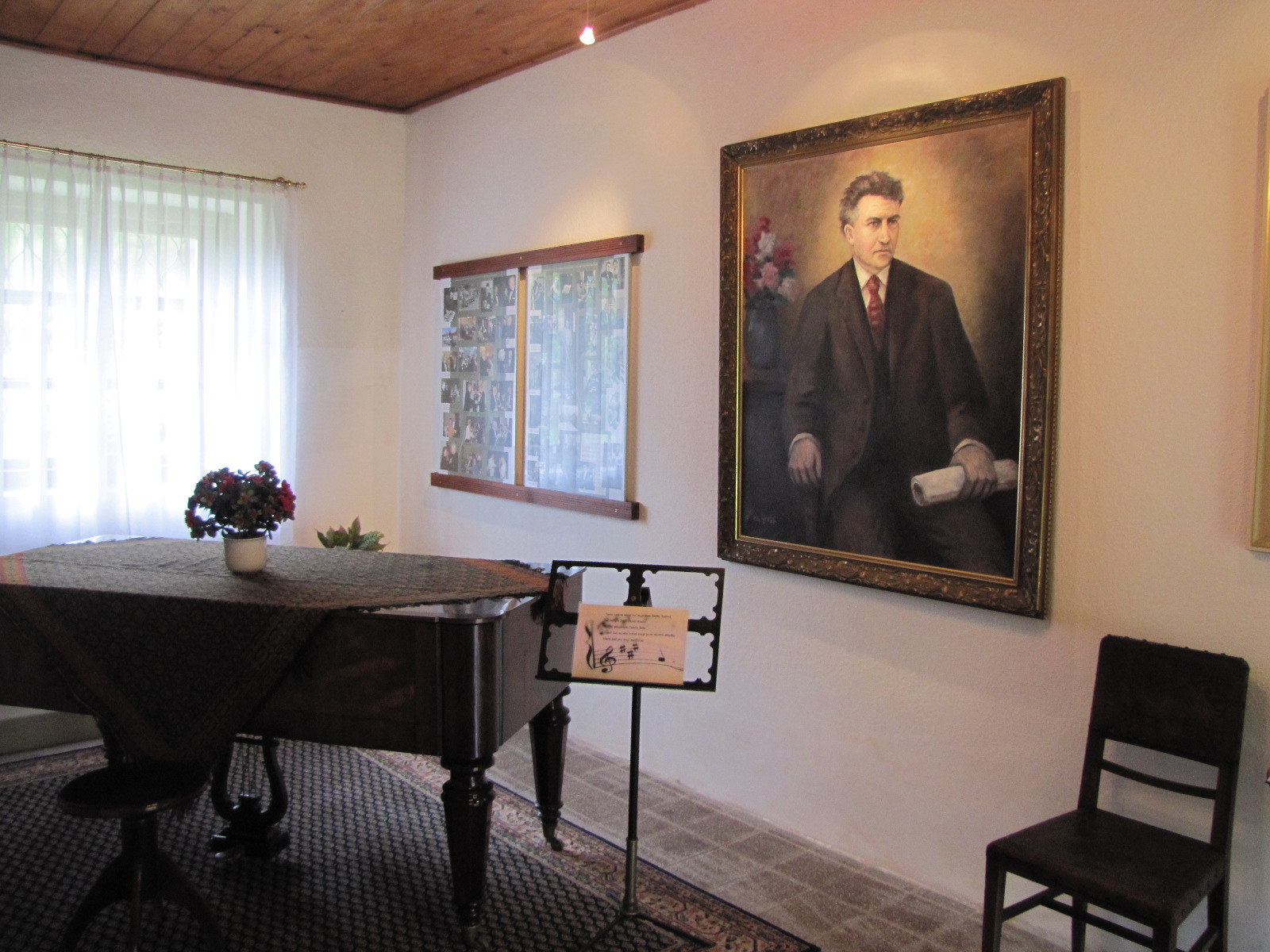
Blik in het museum

In het museum wordt aandacht besteed aan verschillende creatieve fases van tijdens het leven van Josef Suk, zoals zijn deelname aan het Tsjechisch kwartet (České kvarteto) waarmee hij in dit huis repeteerde. Ook componeerde hij in dit huis een groot deel van zijn werk. Over zijn carrière zijn tal van documenten aanwezig.
De expositie bestaat voor een deel uit originele bezittingen zoals meubilair, schilderijen, foto's, beeldjes, porselein, glaswerk, een secretaire en zijn vleugel. Ook worden er eerbewijzen en souvenirs getoond die hij meenam van zijn tournees.

## Geschiedenis
Het huis werd door de vader van Suk voor hem gebouwd, zo herinnert nog een houten plaquette: "Josef Suk bouwde dit huis voor zijn zoon met de hulp van God, 16. Aug. MDCCCXCV." Direct na de dood van de musicus vormde diens zoon het om tot een museum.
Het museum is sinds 1956 eigendom van het Antonín Dvořák Museum in Praag dat op zijn beurt eigendom is van het Tsjechisch Muziekmuseum. Die relatie is er ook omdat Suk de belangrijkste leerling was van Dvořák en tevens zijn schoonzoon. In de Sint-Lucaskerk in Křečovice wordt elk jaar nog stilgestaan bij Suks overlijden.

## Galerij

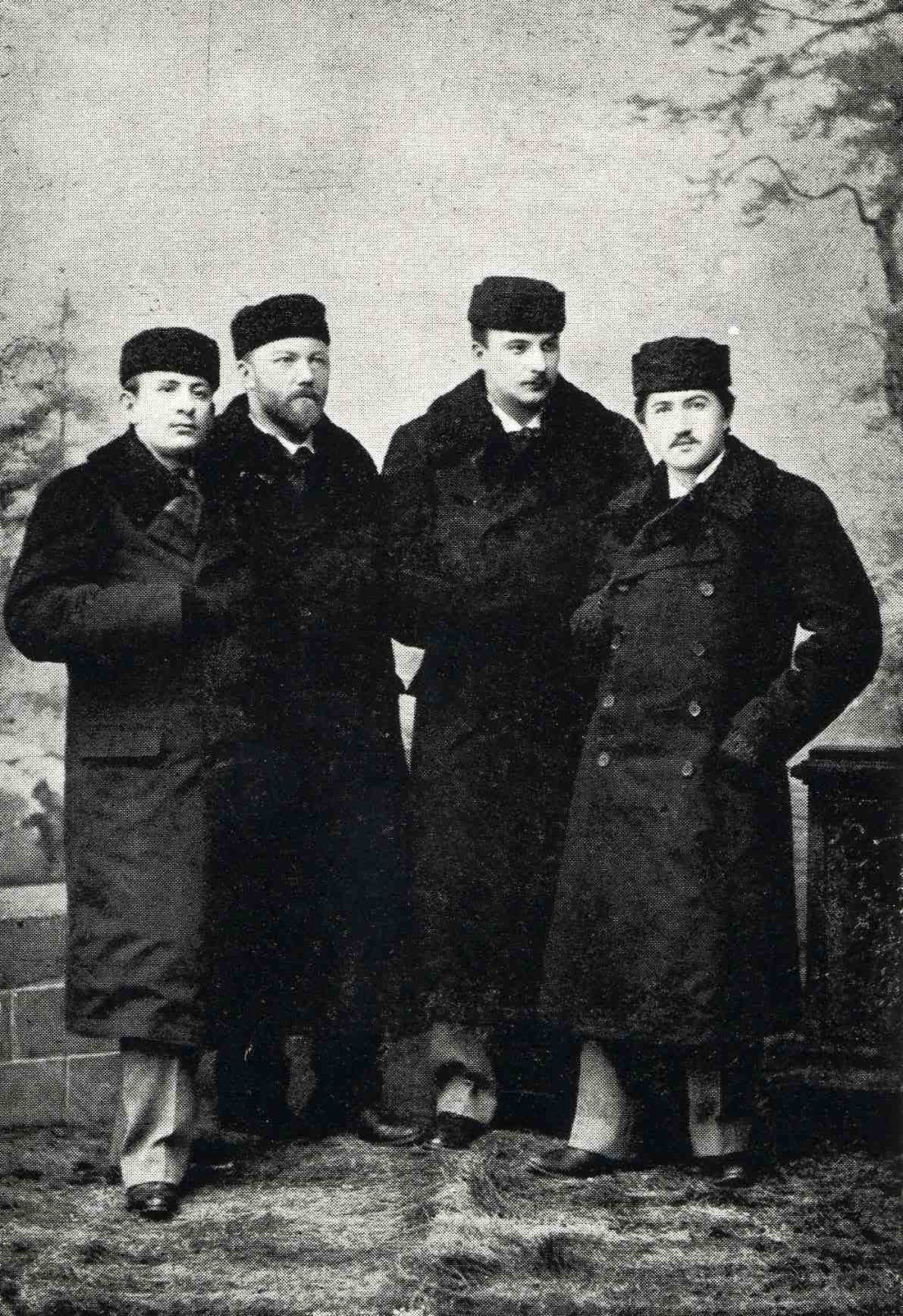
Suk (rechts) in 1895 in het Tsjechisch Kwartet
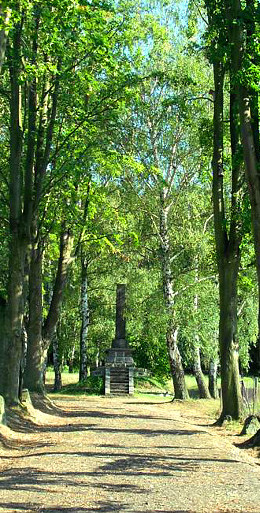
Suks monument in Křečovice
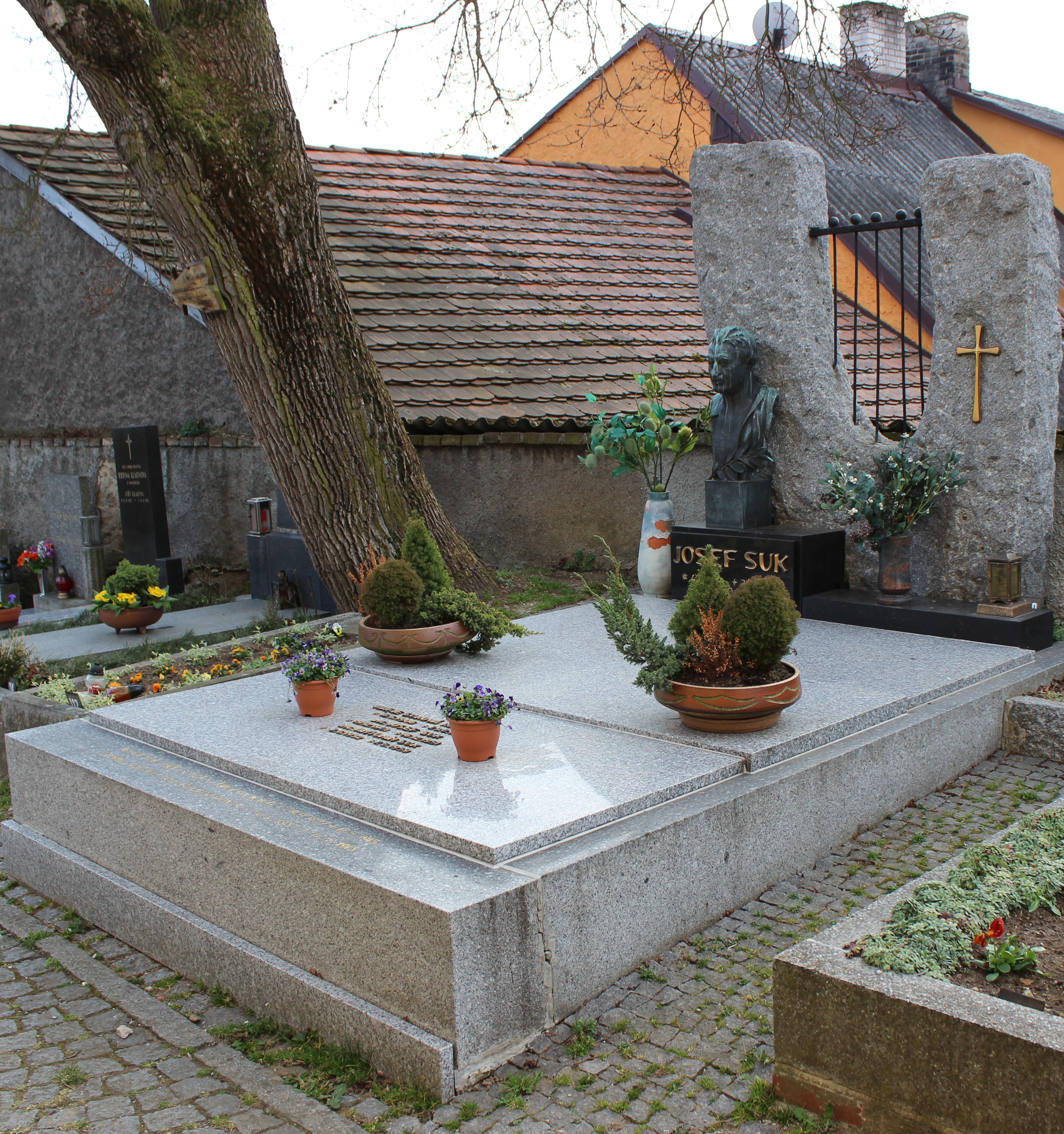
Zijn	 graf in Křečovice